# Bastiaan van der Lecq

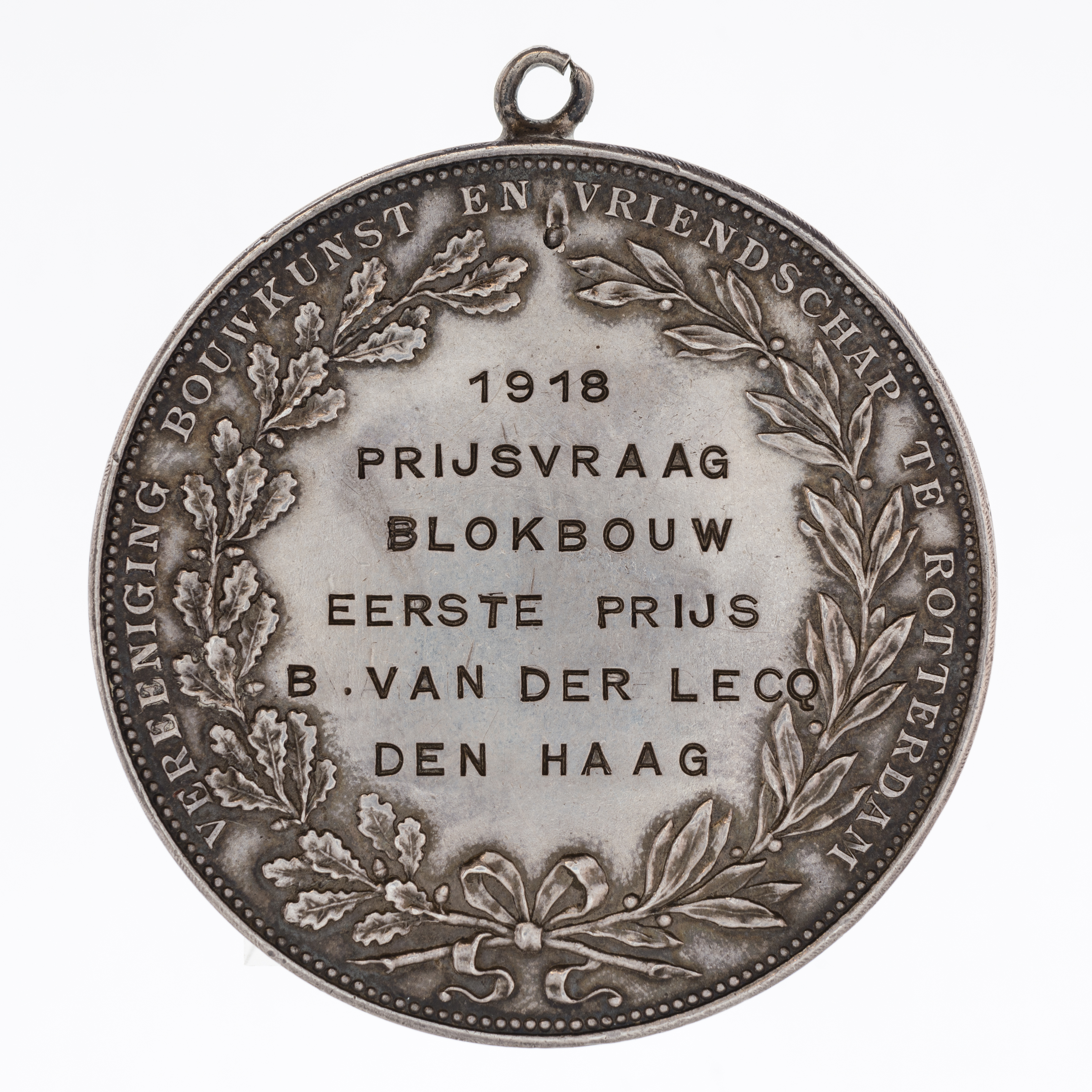
prijspenning prijsvraag blokbouw uitgereikt aan Bastiaan van der Lecq

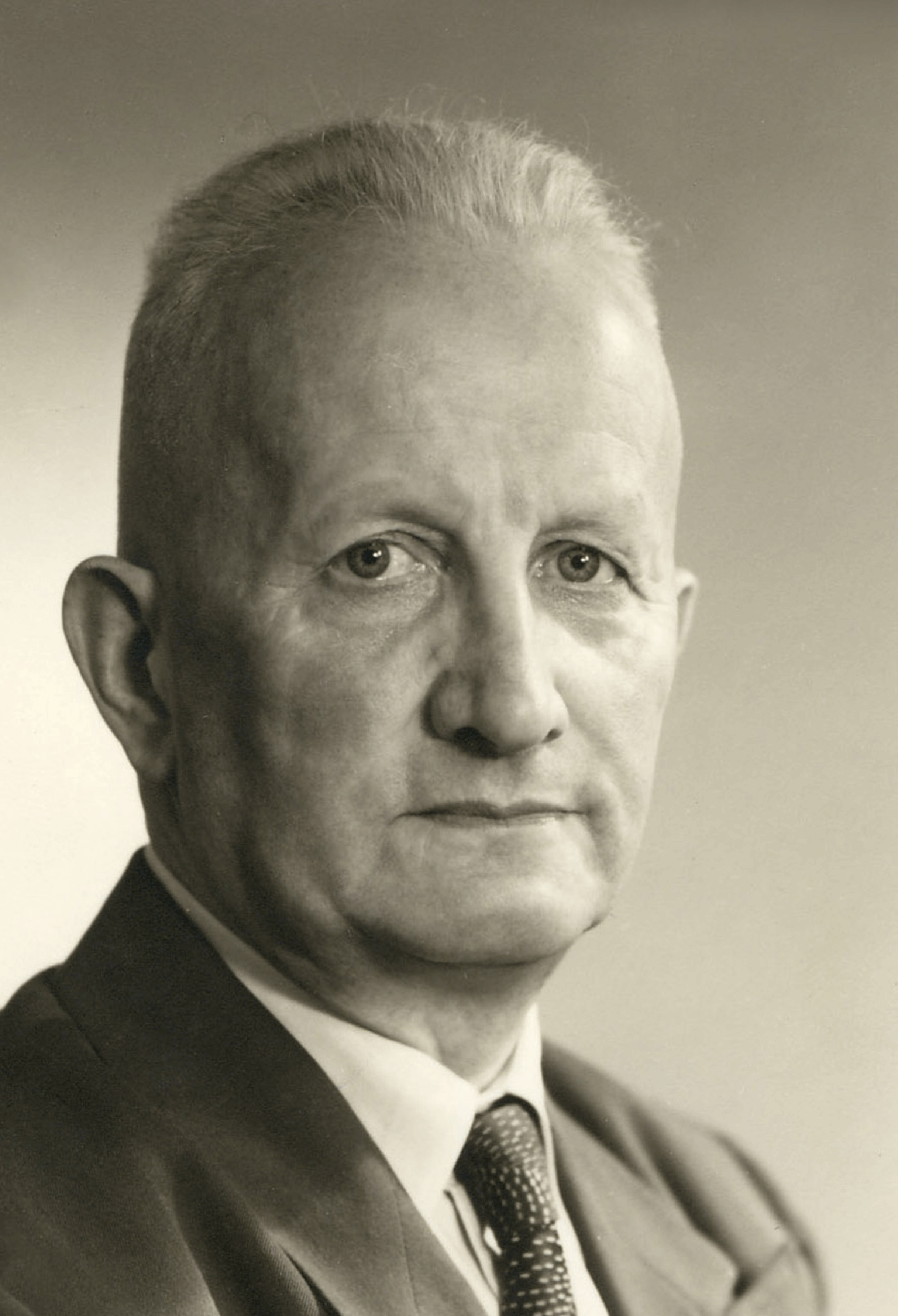
Bastiaan van der Lecq, architect 1891-1961

Bastiaan van der Lecq (Bleiswijk, 28 december 1891 - Overschie, 2 juli 1961) was een Nederlands architect.
Na werkzaam te zijn geweest op het architectenbureau Roosenburg kwam hij in dienst van Berlage. In 1924 werd hij aangesteld als een van de gemeentearchitecten van de stad Rotterdam. In dienst van de gemeente Rotterdam ontwierp hij o.a. scholen in de Coolhavenstraat en de Busken Huetstraat, het complex van de Parksluizen en -brug, de bijbehorende gebouwen alsmede het gebouw van de Havenpolitie en de Kindersluis aan de Kralingse Plaslaan. Deze gebouwen overleefden het bombardement van 1940. 
Als particulier architect ontwierp hij o.a. de Lutherse Andreaskerk te Rotterdam aan de Heer Vrankestraat, de zeven radarposten aan de Nieuwe Maas en de Nieuwe Waterweg en het kantoor van Royal Dirkzwager te Maassluis. In opdracht van het concern Wm. H. Müller & Co. ontwierp hij havenloodsen en dienstgebouwen.
- Union List of Artist Names: 500055157
- Virtual International Authority File: 96049687